# Alburnett, Iowa
Alburnett là một thành phố thuộc quận Linn, tiểu bang Iowa, Hoa Kỳ. Năm 2010, dân số của thành phố này là 673 người.

## Dân số
Dân số qua các năm:
- Năm 2000: 559 người.
- Năm 2010: 673 người.